# Mabinline
Mabinline sind eine Gruppe von Proteinen aus der chinesischen Pflanze Capparis masaikai (Mabinlang), die einen Süßgeschmack auf der Zunge von Menschen erzeugen.

## Eigenschaften
Mabinline umfassen die Homologe Mabinlin 1, Mabinlin 2, Mabinlin 3 und Mabinlin 4, und sind 2S-Speicherproteine von Mabinlang. Nach der Translation werden sie posttranslational durch Proteolyse in zwei Teile gespalten, Kette A und Kette B.
Mabinline

Kette A

M-1: EPLCRRQFQQ HQHLRACQRY IRRRAQRGGL VD

M-2: QLWRCQRQFL QHQRLRACQR FIHRRAQFGG QPD 

M-3: EPLCRRQFQQ HQHLRACQRY LRRRAQRGGL AD 

M-4: EPLCRRQFQQ HQHLRACQRY LRRRAQRG 

Kette B

M-1: EQRGPALRLC CNQLRQVNKP CVCPVLRQAA HQQLYQGQIE GPRQVRQLFR AARNLPNICK IPAVGRCQFT RW

M-2: QPRRPALRQC CNQLRQVDRP CVCPVLRQAA QQVLQRQIIQ GPQQLRRLFD AARNLPNICN IPNIGACPFR AW

M-3: EQRGPALRLC CNQLRQVNKP CVCPVLRQAA HQQLYQGQIE GPRQVRRLFR AARNLPNICK IPAVGRCQFT RW

M-4: EQRGPALRLC CNQLRQVNKP CVCPVLRQAA HQQLYQGQIE GPRQVRRLFR AARNLPNICK IPAVGRCQFT RW

Aminosäuresequenzen nach UniProt.